# Oncidium reichenheimii
Oncidium reichenheimii är en orkidéart som först beskrevs av Jean Jules Linden och Heinrich Gustav Reichenbach, och fick sitt nu gällande namn av Leslie Andrew Garay och John E. Stacy. Oncidium reichenheimii ingår i släktet Oncidium och familjen orkidéer. Inga underarter finns listade i Catalogue of Life.

## Bildgalleri

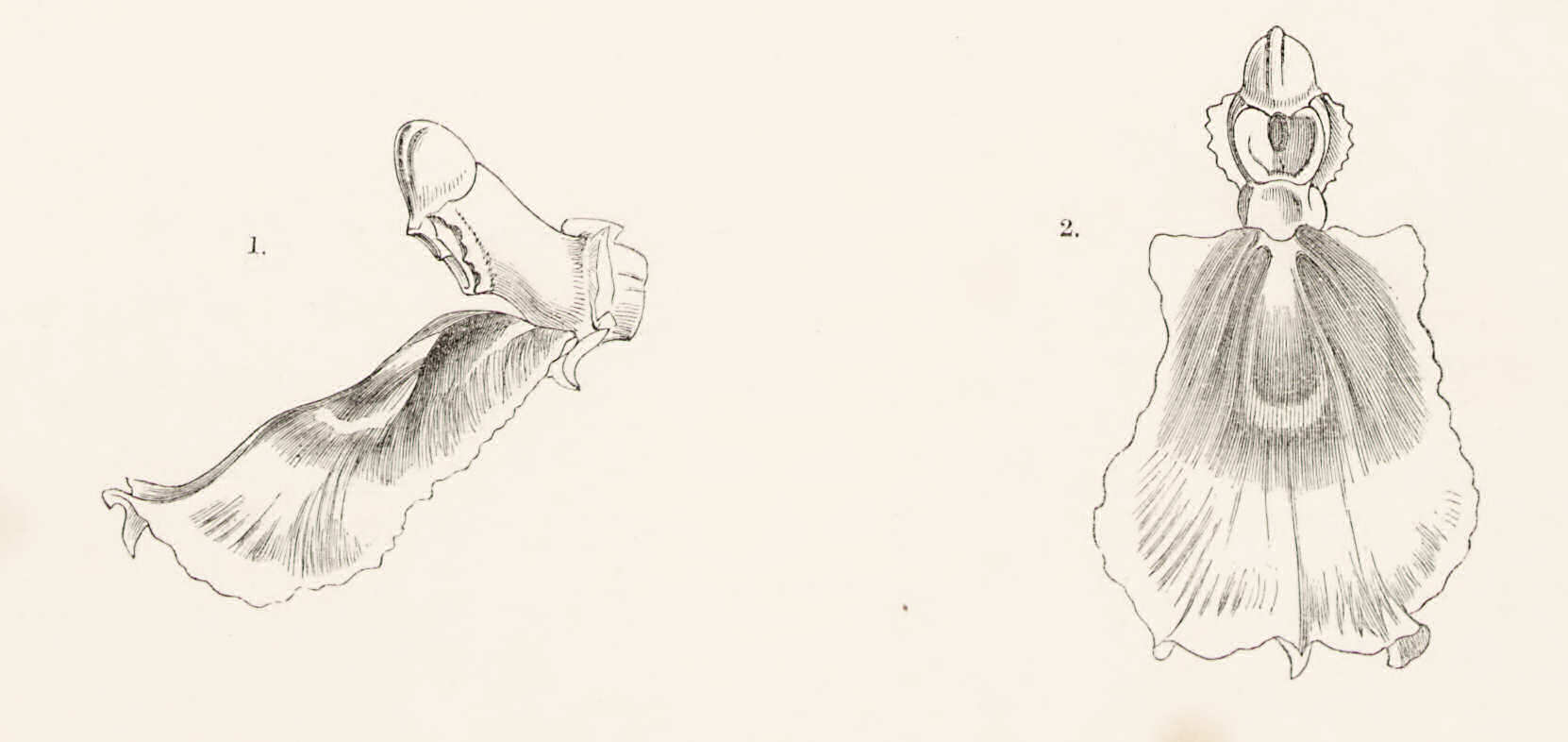